# Chicago Film Critics Association Awards 1998
La cerimonia di premiazione della 11ª edizione dei Chicago Film Critics Association Awards si è tenuta nel Ritz-Carlton Hotel di Chicago, Illinois, il 1º marzo 1999, per premiare i migliori film prodotti nell'anno 1998. Per condurre la serata sono stati scelti il noto regista Edward Zwick e l'attrice Virginia Madsen.
A partire da questa edizione, oltre ai vincitori, è stata fornita una lista di cinque candidati.

## Vincitori e candidati
I vincitori sono indicati in grassetto.

### Miglior film
- Salvate il soldato Ryan (Saving Private Ryan), regia di Steven Spielberg
- The Butcher Boy (The Butcher Boy), regia di Neil Jordan
- Shakespeare in Love (Shakespeare in Love), regia di John Madden
- La sottile linea rossa (The Thin Red Line), regia di Terrence Malick
- The Truman Show (The Truman Show), regia di Peter Weir
- La vita è bella, regia di Roberto Benigni

### Miglior film in lingua straniera
- La vita è bella, regia di Roberto Benigni (Italia)
- Festen - Festa in famiglia (Festen), regia di Thomas Vinterberg (Danimarca)
- Hana-bi - Fiori di fuoco (Hana-bi), regia di Takeshi Kitano (Giappone)
- Madadayo - Il compleanno (Madadayo), regia di Akira Kurosawa (Giappone)
- Il sapore della ciliegia (Ta'm-e gīlās), regia di Abbas Kiarostami (Iran)

### Miglior attore
- Ian McKellen - Demoni e dei (Gods and Monsters)
- Edward Norton - American History X (American History X)
- Tom Hanks - Salvate il soldato Ryan (Saving Private Ryan)
- Jim Carrey - The Truman Show (The Truman Show)
- Roberto Benigni - La vita è bella

### Migliore attrice
- Cate Blanchett - Elizabeth (Elizabeth)
- Ally Sheedy - High Art (High Art)
- Jane Horrocks - Little Voice - È nata una stella (Little Voice)
- Holly Hunter - Living Out Loud (Living Out Loud)
- Gwyneth Paltrow - Shakespeare in Love (Shakespeare in Love)

### Miglior attore non protagonista
- Billy Bob Thornton - Soldi sporchi (A Simple Plan)
- Robert Duvall - A Civil Action (A Civil Action)
- Michael Caine - Little Voice - È nata una stella (Little Voice)
- Bill Murray - Rushmore (Rushmore)
- Nick Nolte - La sottile linea rossa (The Thin Red Line)

### Migliore attrice non protagonista
- Kathy Bates - I colori della vittoria (Primary Colors)
- Kimberly Elise - Beloved (Beloved)
- Rachel Griffiths - Hilary e Jackie (Hilary and Jackie)
- Lisa Kudrow - The Opposite of Sex - L'esatto contrario del sesso (The Opposite of Sex)
- Joan Allen - Pleasantville (Pleasantville)

### Miglior regista
- Terrence Malick - La sottile linea rossa (The Thin Red Line)
- Neil Jordan - The Butcher Boy (The Butcher Boy)
- John Boorman - The General (The General)
- Steven Spielberg - Salvate il soldato Ryan (Saving Private Ryan)
- Peter Weir - The Truman Show (The Truman Show)

### Migliore sceneggiatura
- Marc Norman e Tom Stoppard - Shakespeare in Love (Shakespeare in Love)
- Warren Beatty e Jeremy Pikser - Bulworth - Il senatore (Bulworth)
- Todd Solondz - Happiness - Felicità (Happiness)
- Scott B. Smith - Soldi sporchi (A Simple Plan)
- Andrew Niccol - The Truman Show (The Truman Show)

### Miglior fotografia
- John Toll - La sottile linea rossa (The Thin Red Line)
- Tak Fujimoto - Beloved (Beloved)
- Remi Adefarasin - Elizabeth (Elizabeth)
- Robert Richardson - L'uomo che sussurrava ai cavalli (The Horse Whisperer)
- Janusz Kaminski - Salvate il soldato Ryan (Saving Private Ryan)

### Miglior colonna sonora originale
- Burkhard von Dallwitz - The Truman Show (The Truman Show)
- Thomas Vinterberg - Festen - Festa in famiglia (Festen)
- Elliot Goldenthal - The Butcher Boy (The Butcher Boy)
- David Hirschfelder - Elizabeth (Elizabeth)
- Danny Elfman - Soldi sporchi (A Simple Plan)
- Randy Newman - A Bug's Life - Megaminimondo (A Bug's Life)

### Attore più promettente
- Joseph Fiennes - Shakespeare in Love (Shakespeare in Love)
- Eamonn Owens - The Butcher Boy (The Butcher Boy)
- Adrian Lester - I colori della vittoria (Primary Colors)
- Jason Schwartzman - Rushmore (Rushmore)
- James Caviezel - La sottile linea rossa (The Thin Red Line)

### Attrice più promettente
- Kimberly Elise - Beloved (Beloved)
- Scarlett Johansson - L'uomo che sussurrava ai cavalli (The Horse Whisperer)
- Dominique Swain - Lolita (Lolita)
- Natasha Lyonne - L'altra faccia di Beverly Hills (Slums of Beverly Hills)
- Leelee Sobieski - La figlia di un soldato non piange mai (A Soldier's Daughter Never Cries)

## Riconoscimenti speciali

### Commitment to Chicago Award
- Joe Mantegna[1]

### Big Shoulders Award
- Chicago Filmmakers (Gordon Quinn, Jerry Blumenthal)